# Сасько Федорович
Сасько Федорович (Сашко Федорович; ? — 1596) — козацький старшина, полковник, учасник козацьких воєн 1591—1596 років. Вперше згадується в 1593 році в оточенні Криштофа Косинського. В 1594 році був послом запорожців до австрійського імператора. В 1594—1595 брав участь у молдавських походах. У 1596 командував полком у війську Григорія Лободи. Загинув у бою під Білою Церквою. Ймовірно, брат Миська Федоровича.